# IV. třída okresu Vsetín
IV. třída okresu Vsetín tvoří společně s ostatními skupinami čtvrté třídy nejnižší (desátou nejvyšší) fotbalovou soutěž v České republice. Je řízena Okresním fotbalovým svazem Vsetín. Hraje se každý rok od léta do jara se zimní přestávkou, v ročníku 2017/18 má 10 účastníků z okresu Vsetín. Ve skupině hraje každý s každým jednou na domácím hřišti a jednou na hřišti soupeře. Vítěz postupuje do III. třídy okresu Vsetín.

## Vítězové

### IV. třída okresu Vsetín skupina A
| Ročník    | Vítězný tým                   |
| --------- | ----------------------------- |
| 2003/2004 | TJ Ajax Valašská Senice       |
| 2004/2005 | FC Vsetín „B“                 |
| 2005/2006 | FC Vsetín „B“                 |
| 2006/2007 | TJ Sokol Lužná                |
| 2007/2008 | TJ Ajax Valašská Senice       |
| 2008/2009 | TJ Tatran Janová „B“          |
| 2009/2010 | FC Semetín                    |
| 2010/2011 | TJ Sokol Lačnov               |
| 2011/2012 | TJ Sokol Ústí                 |
| 2012/2013 | TJ Sokol Růžďka               |
| 2013/2014 | FC Semetín                    |
| 2014/2015 | TJ Sokol Jarcová              |
| 2015/2016 | TJ Sokol Choryně „B“          |
| 2016/2017 | TJ Sokol Valašská Polanka „B“ |
| 2017/2018 | TJ Sokol Ratiboř              |
| 2018/2019 |                               |

### IV. třída okresu Vsetín skupina B
| Ročník    | Vítězný tým                    |
| --------- | ------------------------------ |
| 2004/05   | Soutěž se nehrála.             |
| 2005/06   | Soutěž se nehrála.             |
| 2006/07   | Soutěž se nehrála.             |
| 2007/2008 | TJ Sokol Podlesí „B“           |
| 2008/2009 | TJ Sokol Jarcová               |
| 2009/2010 | FC Dolní Bečva „B“             |
| 2010/2011 | TJ Kelč „B“                    |
| 2011/2012 | TJ Juřinka „B“                 |
| 2012/2013 | TJ Sokol Bynina                |
| 2013/2014 | TJ Sokol Valašská Bystřice „B“ |
| 2014/2015 | TJ Kladeruby                   |
| 2015/16   | Soutěž se nehrála.             |
| 2016/17   | Soutěž se nehrála.             |
| 2017/18   | Soutěž se nehrála.             |
| 2018/19   |                                |